# Ravine Jaunisse
Die Ravine Jaunisse ist ein kurzer Fluss im Parish Saint Patrick von Dominica.

## Geographie
Die Ravine Jaunisse entspringt am Fuße eines Südausläufers von Foundland, in der Nähe des Dubuc River. Sie fließt jedoch ins Tal des Geneva River, in den sie nach kurzem Lauf, hart an der Mündung desselben mündet.